# Wolfgang Lüth
Wolfgang Lüth   (Riga, 15 d'octubre de 1913 - Flensburg, 14 de maig de 1945) va ser el segon capità de submarins alemanys més reeixit de la Segona Guerra Mundial. Era un nazi convençut. Va participar en la Guerra Civil Espanyola i va ser condecorat pel règim franquista. A la fi de la guerra va ajudar molts nazis prominents a fugir, des de l'Escola de Marina de prop de la frontera danesa. Va transformar l'escola en l'últim retir del govern del Karl Dönitz, el successor d'Adolf Hitler, i president del Reich durant vint dies. En aquest període s'hi van encara executar desenes de persones militars i civils, per a raons fútils.

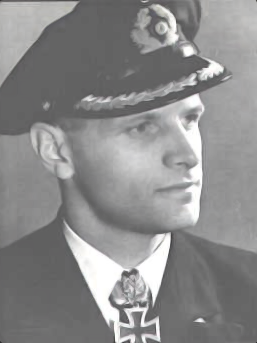
Wolfgang Lüth

El seu «palmarès» de 46 vaixells mercants més el submarí francès Doris enfonsats durant quinze patrulles de guerra, amb un desplaçament total de 225.204 tones brutes de registre (GRT), només superat per Korvettenkapitän Otto Kretschmer, els 47 vaixells enfonsats del qual van atènyer 273.043 GRT.
Lüth es va incorporar a la Reichsmarine el 1933. Després d'un període d'entrenament en vaixells de superfície, es va traslladar al servei de submarins el 1936. El desembre de 1939 va rebre el comandament del U-9, que va assumir sis patrulles de guerra. El juny de 1940 va prendre el comandament del U-138 per a dues patrulles. A l'octubre de 1940 es va traslladar novament, aquesta vegada al submarí U-43 que va passar al mar cinc patrulles de guerra. Després de dues patrulles a l'U-181, de les quals la segona va ser la més llarga de la guerra, va rebre la creu de cavaller de la creu de ferro amb fulles de roure, espases i diamants. És el primer dels dos comandants d'U-Boot que va ser tan honrat durant la Segona Guerra Mundial, l'altre és Albrecht Brandi).
Va acabar la carrera com comandant de l'Escola de Marina de Mürwik, prop de Flensburg. Quan una nit va tornar embriac després d'una sortida, incapaç de donar la contrasenya, va ser disparat i mort per un sentinella alemany, la nit del 13 al 14 de maig de 1945. El 16 de maig de 1945, Lüth va rebre el darrer funeral d'Estat al Tercer Reich.

## Vida primerenca i carrera
Lüth era un germanobàltic nascut a Riga, aleshores part de l'Imperi Rus. Va anar al Naturwissenschaftliches Gymnasium i, després d'haver graduat amb Abitur, va estudiar dret durant tres semestres al Herder-Institut. Amb l'aprovació dels seus pares va deixar Letònia per allistar-se a la Reichsmarine alemanya (rebatejada com Kriegsmarine el 1935) l'1 d'abril de 1933 com a candidat oficial. Després d'una formació militar bàsica, va ser traslladat al vaixell d'entrenament Gorch Fock, amb el rang de Seekadett (cadet naval) el 23 de setembre de 1933. Va servir inicialment amb la flota de superfície, fent una gira d'entrenament de nou mesos per tot el món al creuer Karlsruhe del 24 de setembre de 1933 al 27 de juny de 1934. Va avançar en el rang de Fähnrich zur See l'1 de juliol de 1934 i va servir durant un any a bord del creuer lleuger Königsberg (22 de març de 1936—31 de gener de 1937), aconseguint el rang d'Oberfähnrich zur See l'1 d'abril de 1936 i Leutnant zur See l'1 d'octubre de 1936.
El febrer de 1937 va passar a l'arma de submarins i va ser ascendit a Oberleutnant zur See l'1 de juny de 1938. El juliol va ser nomenat 2n oficial de vigilància del U-27 (3 de juliol de 1938 - 23 d'octubre de 1938). Va navegar en una patrulla a les aigües espanyoles durant la guerra civil en aquest país al U-boat Erwin Wassner (13 d'abril de 1939 - 18 de maig de 1939). A l'octubre va ser nomenat primer oficial de vigilància del U-38 sota el comandament de Kapitänleutnant Heinrich Liebe. Quan esclata la guerra, Lüth patrullava amb el U-38 que havia abandonat Wilhelmshaven el 19 d'agost de 1939 i patrullava les aproximacions occidentals fins a tornar a la base el 18 de setembre de 1939.

## Submarins sota el seu comandament

### U-9
El 30 de desembre de 1939, Lüth prengué el comandament del U-9, un submari de la catagoria IIB. Va realitzar sis patrulles molt reeixits amb aquesta nau. El gener de 1940, l'U-9 va enfonsar el mercant suec Flandria, arran de l'encesa prematura d'una bomba de fum. Aquest atac es va executar a la superfície, mentre que el pont del U-9 era ple de membres de la tripulació mirant. Altres enfonsaments van incloure el submarí francès Doris, el 9 de maig de 1940, i set vaixells mercants amb un total de 16.669 tones brutes registrades (GRT). Un atac al ORP Błyskawica el 20 d'abril de 1940, però, no va reeixir car els torpedes no funcionaven i detonaren a l'estela del destructor.

### U-138
El 27 de juny de 1940, Lüth va agafar el comandament del U-138, un submarí de la categoria IID amb el qual va enfonsar quatre vaixells durant la primera patrulla, per un total de 34.644 GRT. A l'octubre, l'U-138 va tornar de la segona patrulla, durant la qual va disparar un torpede (fallit) al vapor mercant noruec SS Dagrun (4.562 GRT), va enfonsar el vapor mercant britànic SS Bonheur (5.327 GRT) i va danyar el petrolier British Glory (6.993 GRT). Inicialment, les autoritats alemanyes van creure que el British Glory havia sigut enfonsat i Lüth va ser nomenat per a la Creu de Cavaller de la Creu de Ferro, que li va ser concedida el 24 d'octubre de 1940. A l'anunci radiofònic, a Lüth se li va atribuir dotze enfonsaments i un submarí de 87.236 tones, quan en realitat el tonatge enfonsat sumava només 51.316 GRT a final de setembre, passant a 56.643 GRT el 15 d'octubre de 1940.

### U-43
Pels seus successos, Lüth va rebre el comandament d'un nou vaixell, i el 21 d'octubre de 1940, Lüth va prendre el comandament del U-43,un submarí de la categoria IX de llarg abast. Després d'avortar dues vegades la primera patrulla per falles mecàniques, va realitzar cinc patrulles amb aquest vaixell, que van sumar 204 dies a la mar, enfonsant dotze vaixells sumant 64.852 GRT. L'1 de gener de 1941 va ser ascendit a Kapitänleutnant. Lüth, per la seva experiència, com molts altres màxims comandants, va rebre l'encàrrec de formar futurs comandants de submarí, entre d'altres Erich Würdemann. Aquests alumnes sovint es van presentar amb patrulles de guerra, que seria el seu darrer exercici abans de rebre el seu propi comandament.
L'U-43 havia de salpar de Lorient en una patrulla de guerra cap a una zona de Freetown, a l'oest d'Àfrica, però a principi del 4 de febrer de 1941, es va enfonsar mentre era amarrat a l'Ysere, un antic veler que servia de moll flotant. Les vàlvules i els desavents s'havien alterat el dia anterior, però ningú no s'havia adonat de la lenta però constant entrada d'aigua a la sentina. Per empitjorar i contràriament a una directiva dels comandants dels submarins, s'havia deixat oberta una escotilla, que permetia que l'aigua s'abocés a la sala darrere dels torpedos. Es considerava que era culpa de sots-oficials; però Lüth, com a capità, era el responsable final. Tot i així, segons l'autor Jordan Vause, sembla que no hagi sobreviscut cap registre de càstig i sembla que la carrera de Lüth va quedar afectada. L'U-43 va ser reflotat i Lüth el va portar a l'Atlàntic Nord el maig de 1941.

### U-181
El gener de 1942, després de completar una altra patrulla, Lüth va rebre l'ordre de tornar l'U-43 a Alemanya per a una revisió. El 9 de maig de 1942 Lüth va rebre el comandament d'un submarí de llarg abast tipus IXD 2, el U-181. Va salpar a la seva primera patrulla el setembre de 1942, partint de Kiel cap a l'oceà Índic i aigües fora de Sud-àfrica. A l'octubre va arribar a les rutes marítimes fora de Ciutat del Cap i va passar un mes patrullant per la zona. El 13 de novembre de 1942, mentre encara era a la mar, Lüth va rebre un senyal que indicava que li havien concedit la creu de cavaller de la creu de ferro amb fulles de roure.
Dos dies després, l' U-181 va ser fortament danyat pel destructor britànic HMS Inconstant en un combat que va durar nou hores abans que Lüth pogués escapar. Després de reparar la nau, Lüth va dirigir-se cap a Lourenço Marques i per a la propera quinzena el U-181 va executar una sèrie d'atacs de superfície que es va traduir en vuit naus enfonsades, principalment amb el canó de coberta del U-181. El gener de 1943, després d'enfonsar dotze vaixells per 58.381 GRT, l' U-181 va tornar a Bordeus a França, el gener de 1943. El 31 de gener de 1943, Lüth i altres oficials de la Kriegsmarine van viatjar a la Cova del Llop, quarter general de Hitler a Rastenburg, per a rebre la condecoració. Després de la presentació, Hitler es va reunir amb Dönitz i el Vizeadmiral Krancke en privat. Durant aquesta reunió, Hitler va promoure Dönitz com a Oberbefehlshaber der Marine (comandant en cap) de la Kriegsmarine després de la dimissió de Raeder el 30 de gener de 1943. Al vol de retorn a Berlín, Dönitz va informar Lüth i els altres oficials presents d'aquest canvi de comandament.
Al març de 1943, Lüth va preparar una segona patrulla a Sud-àfrica i a l'oceà Índic, en particular a les aigües al voltant de Maurici. Aquesta patrulla va durar 205 dies (23 de març de 1943 - 14 d'octubre de 1943) i es va ser la segona més llarga de la guerra. Lüth va enfonsar deu naus per un total de 45.331 GRT en aquesta patrulla, que va resultar ser la seva última. Mentre que al mar va ser ascendit a Korvettenkapitän l'1 d'abril de 1943. Més tard aquell mes, va rebre la notícia que li havien concedit la creu de cavaller de la creu de ferro amb fulles de roure i espases.
Després de realitzar una patrulla entre Lourenço Marques i Durban, durant el qual el U-181 va enfonsar tres vaixells més, el U-181 es va reunir amb el vaixell de subministrament Charlotte Schliemann a l'est de Maurici per a ser abastit el combustible el 21 de juny. També hi eren presents el U-177, sota el comandament de Robert Gysae, el U-178 (Wilhelm Dommes), el U-196 (Eitel-Friedrich Kentrat), el U-197 (Robert Bartels) i el U-198 (Werner Hartmann). Els comandants van intercanviar experiències i van discutir el problema de les falles dels torpedes. El juliol, Lüth va conduir el seu vaixell cap a l'oest cap a Madagascar, abans de ser enviat a Maurici. El 15 de juliol de 1943, Lüth va enfonsar el carboner britànic Empire Lake i va assenyalar en el seu registre: «Cinc homes han quedat surant sobre un tros de sinistre. Degut a l'alta mar i als 180 quilòmetres de distància de terra, probablement no seran rescatats».
El 9 d'agost de 1943, mentre encara patrullava, Lüth va rebre la creu de cavaller de la creu de ferro amb fulles de roure, espases i diamants. A més, Lüth va nomenar dos tripulants del U-181 per a la Creu de Cavaller de la Creu de Ferro després d'aquesta patrulla. L'enginyer en cap el capità lloctinent Carl-d'agost de Landfermann i el 2n oficial vigia, Johannes Limbach, van rebre la creu del cavaller pels seus èxits.

## A terra i mort
Després de cinc anys de servei operatiu en submarins, incloent-hi quinze patrulles de guerra i més de sis-cents dies al mar, Lüth va prendre el comandament de la 22a Flotilla d'U-boat estacionada a Gotenhafen el gener de 1944. Aquesta era una unitat d'entrenament per als comandants de submarins. El juliol de 1944 va prendre el comandament del 1er departament de l'Acadèmia Naval Mürwik a Flensburg. Va ser ascendit a Fregattenkapitän l'1 d'agost de 1944 i va esdevenir comandant de tota l'acadèmia al setembre. Va ser ascendit a Kapitän zur See l'1 de setembre de 1944.

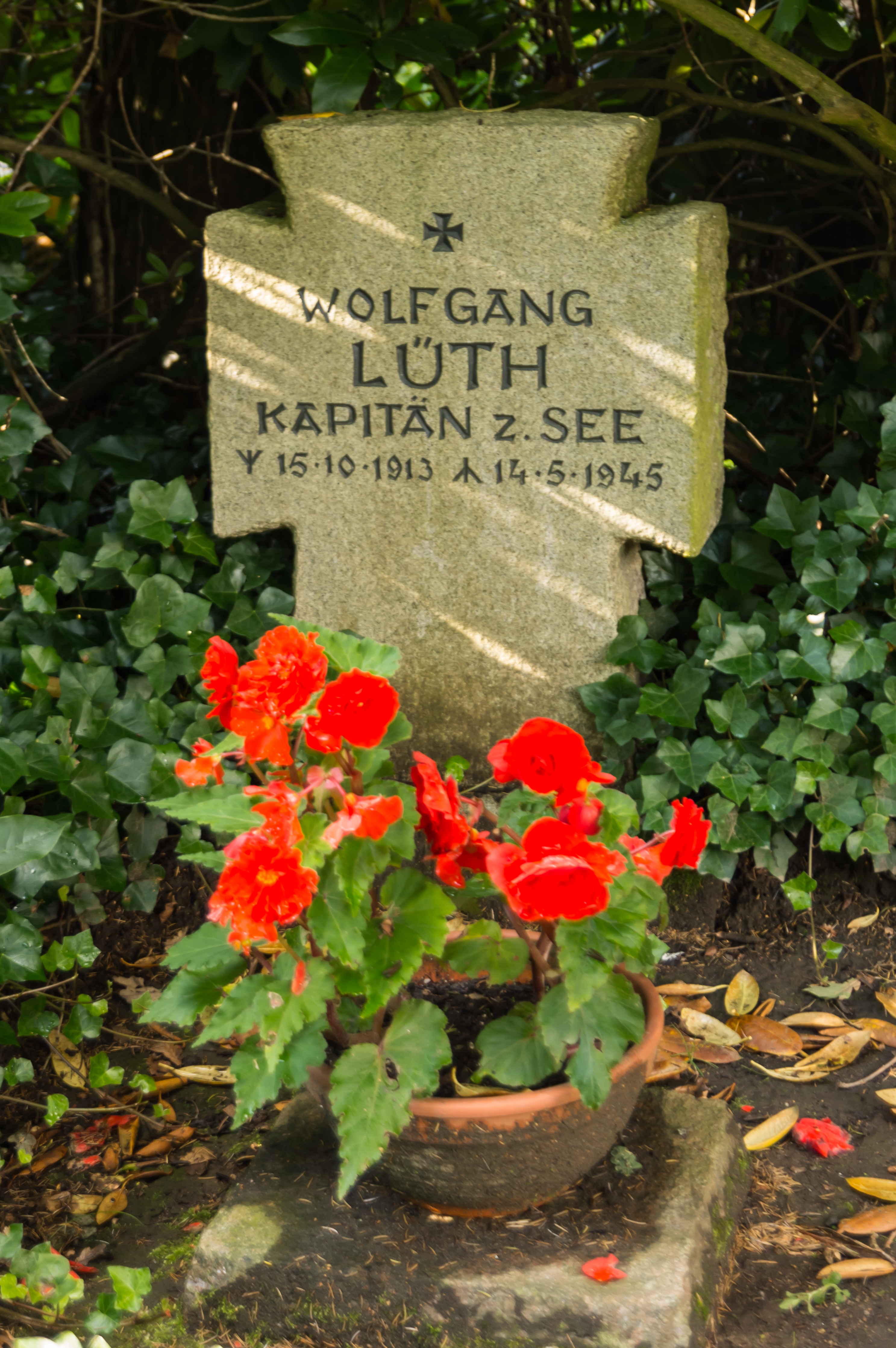
La tomba de Lüth, al cementiri Adelby.

Les forces britàniques van ocupar Flensburg el 5 de maig de 1945; inicialment, res va canviar en la rutina diària a l'Acadèmia Naval de Mürwik. Tornant borratxo a la nit del 13 i 14 de maig de 1945, Lüth no va respondre la contrasenya al sentinella i va ser disparat al cap per un mariner de divuit anys, Mathias Gottlob, un guàrdia alemany. L'oficial encarregat va informar immediatament de l'incident, contactant amb el Gran Almirall Karl Dönitz. L'adjudant de Dönitz, que havia acceptat la trucada, inicialment va pensar que es tractava d'una broma dolenta. Després va trucar al germà de Lüth, Joachim, ja que els dos germans havien estat junts. Va ser ell que va informar la dona de Lüth i els seus quatre fills que Lüth era mort.
Dönitz es va posar en contacte amb el comandant britànic de la ciutat de Flensburg i li va demanar permís per realitzar un funeral d'estat formal, que va ser aprovat. Aquell funeral, el darrer del Tercer Reich, es va celebrar el 16 de maig de 1945 amb Dönitz, el successor d'Adolf Hitler com a Cap d'Estat, pronunciant l'elogia. Per endavant, Dönitz havia ordenat un consell d'investigació i una cort marcial per aclarir les circumstàncies de la mort. Durant la cort marcial, Gottlob va declarar que, d'acord amb les seves ordres, havia demanat la contrasenya tres vegades sense rebre resposta de la persona, que no podia identificar visualment a les fosques. Sense apuntar, havia disparat el fusell des del maluc. La cadena d'esdeveniments va ser confirmada pel líder de la guàrdia. El tribunal va dictaminar que Gottlob no era culpable i el va exonerar de cap culpa.

## Un heroi nazi controvertit
Com a comandant, Lüth va convertir Mürwik en un punt de contacte per als líders nazis i els sequaços de les SS que fugien al llarg de la «línie de rates» nord, per ajudar els prominents nazis a escapar a la fi de la segona guerra mundial. Entre d'altres va donar al comandant del camp d'exterminació d'Auschwitz, Rudolf Höss, la identitat d'un contramaestre caigut, Franz Lang, cosa que li va permetre trobar refugi i treballar d'amagatotis en una granja a Gottrupel, un poble no gaire lluny de Flensburg.
Malgrat el seu passat nazi, el 1957 van estrenar una làpida commemorativa davant l'escola de marina de Mürwik, un altre exemple de la desnazificació deficient en les primeres dècades després de la guerra. Hi ha una controvèrsia des de 2017 sobre aquest làpida. El crítics troben que es massa honor per a un nazi convençut, que s'hauria si més no contextualitzar. Sense cap mena de reserva va participar en la propaganda de guerra dels nacional-socialistes i va ajudar molts nazis prominents a fugir a la darreria de la guerra.
Tot i això, Lüth va ser objecte d'un relat hagiogràfic de l'autor alemany Franz Kurowski, publicat el 1988 amb el nom de ploma Karl Alman, que commemorava «el comandant de la U-Boats amb més succés de la Segona Guerra Mundial», segons el subtítol. Segons l'historiador canadenc Michael Hadley, Kurowski, per admissió pròpia, va utilitzar el seu nom de naixement per a «obra més seriosa», i va utilitzar pseudònims per a obres de ficció. En el seu llibre de 1995, Count Not the Dead: The Popular Image of the German Submarine, Hadley va cartellar les obres de Kurowski com a pirateria i «filats per a la fabricació de cel·les» centrades en la fabricació d'herois.

## Resum de la carrera

### Vaixells atacats
Durant la seva carrera, Lüth va enfonsar 46 bucs comercials per 225.204 GRT, un vaixell de guerra de 552 tones i va danyar dos vaixells per 17.343 GRT. La seva última patrulla va veure amb el U-181 al mar durant 206 dies, patrullant les aigües entre Ciutat del Cap i Madagascar, el segon més llarg només després del viatge d'Eitel-Friedrich Kentrat amb U-196.
| Data                   | Sumbarí | Vaixell atacat         | Nacionalitat     | Tonatge | Destí                                                                                           |
| ---------------------- | ------- | ---------------------- | ---------------- | ------- | ----------------------------------------------------------------------------------------------- |
| 18 de gener de 1940    | U-9     | Flandria               | Suècia           | 1.179   | Enfonsat a 54° 00′ N, 03° 40′ E / 54.000°N,3.667°E                                              |
| 19 de gener de 1940    | U-9     | Patria                 | Suècia           | 1.188   | Enfonsat a 54° 00′ N, 03° 30′ E / 54.000°N,3.500°E                                              |
| 11 de febrer de 1940   | U-9     | Linda                  | Estònia          | 1.213   | Enfonsat a 58° 51′ N, 01° 54′ E / 58.850°N,1.900°E                                              |
| 20 d'abril de 1940     | U-9     | ORP Błyskawica         | Armada polonesa  | 1.975   | torpedo perdut                                                                                  |
| 4 de maig de 1940      | U-9     | San Tiburcio           | Regne Unit       | 5.995   | Enfonsat a 57° 46′ N, 03° 45′ E / 57.767°N,3.750°E per una mina deixada el 10 de febrer de 1941 |
| 9 de maig de 1940      | U-9     | Doris                  | Marina de França | 552     | Enfonsat a 53° 40′ N, 04° 00′ E / 53.667°N,4.000°E                                              |
| 11 de maig de 1940     | U-9     | Tringa                 | Regne Unit       | 1.930   | Enfonsat a 51° 29′ N, 02° 25′ E / 51.483°N,2.417°E                                              |
| 11 de maig de 1940     | U-9     | Viiu                   | Estònia          | 1.908   | Enfonsat a 51° 22′ N, 02° 26′ E / 51.367°N,2.433°E                                              |
| 23 de maig de 1940     | U-9     | Sigurd Faulbaum        | Bèlgica          | 3.256   | Enfonsat a 51° 29′ N, 02° 38′ E / 51.483°N,2.633°E                                              |
| 20 de setembre de 1940 | U-138   | New Sevilla            | Regne Unit       | 13.801  | Enfonsat a 55° 48′ N, 07° 22′ O / 55.800°N,7.367°O                                              |
| 20 de setembre de 1940 | U-138   | Boka                   | Panamà           | 5.560   | Enfonsat a 55° 54′ N, 07° 24′ O / 55.900°N,7.400°O                                              |
| 20 de setembre de 1940 | U-138   | City of Simla          | Regne Unit       | 10.138  | Enfonsat a 55° 55′ N, 08° 20′ O / 55.917°N,8.333°O                                              |
| 21 de setembre de 1940 | U-138   | SS Empire Adventure    | Regne Unit       | 5.145   | Enfonsat a 55° 48′ N, 07° 22′ O / 55.800°N,7.367°O                                              |
| 13 d'octubre de 1940   | U-138   | Dagrun                 | Noruega          | 4.562   | Torpedo perdut. detonant a 30–50 metres al costat del vaixell                                   |
| 15 d'octubre de 1940   | U-138   | Bonheur                | Regne Unit       | 5.327   | Enfonsat a 57° 10′ N, 08° 36′ O / 57.167°N,8.600°O                                              |
| 15 d'octubre de 1940   | U-138   | British Glory          | Regne Unit       | 6.993   | Danyat a 57° 10′ N, 08° 36′ O / 57.167°N,8.600°O                                                |
| 2 de desembre de 1940  | U-43    | Pacific President      | Regne Unit       | 7.113   | Enfonsat a 56° 04′ N, 18° 45′ O / 56.067°N,18.750°O                                             |
| 2 de desembre de 1940  | U-43    | Victor Ross            | Regne Unit       | 12.247  | Enfonsat a 56° 04′ N, 18° 30′ O / 56.067°N,18.500°O                                             |
| 6 de desembre de 1940  | U-43    | Skrim                  | Noruega          | 1.902   | Enfonsat a 53° N, 21° O / 53°N,21°O                                                             |
| 13 de desembre de 1940 | U-43    | Orari                  | Regne Unit       | 10.350  | Danyat a 49° 50′ N, 20° 55′ O / 49.833°N,20.917°O                                               |
| 15 de maig de 1941     | U-43    | Notre Dame du Châtelet | França Lliure    | 488     | Enfonsat a 48° 00′ N, 14° 00′ O / 48.000°N,14.000°O                                             |
| 6 de juny de 1941      | U-43    | Yselhaven              | Països Baixos    | 4.802   | Enfonsat a 49° 25′ N, 40° 54′ O / 49.417°N,40.900°O                                             |
| 17 de juny de 1941     | U-43    | Cathrine               | Regne Unit       | 2.727   | Enfonsat a 49° 30′ N, 16° 00′ O / 49.500°N,16.000°O                                             |
| 29 de novembre de 1941 | U-43    | Thornliebank           | Regne Unit       | 5.569   | Enfonsat a 41° 50′ N, 29° 28′ O / 41.833°N,29.467°O                                             |
| 30 de novembre de 1941 | U-43    | Ashby                  | Regne Unit       | 4.868   | Enfonsat a 36° 54′ N, 29° 51′ O / 36.900°N,29.850°O                                             |
| 2 de desembre de 1941  | U-43    | Astral                 | Estats Units     | 7.542   | Enfonsat a 35° 40′ N, 24° 00′ O / 35.667°N,24.000°O                                             |
| 12 de gener de 1942    | U-43    | Yngaren                | Suècia           | 5.246   | Enfonsat a 57° 00′ N, 26° 00′ O / 57.000°N,26.000°O                                             |
| 14 de gener de 1942    | U-43    | Chepo                  | Panamà           | 5.707   | Enfonsat a 58° 30′ N, 19° 40′ O / 58.500°N,19.667°O                                             |
| 14 de gener de 1942    | U-43    | Empire Surf            | Regne Unit       | 6.641   | Enfonsat a 58° 42′ N, 19° 18′ O / 58.700°N,19.300°O                                             |
| 3 de novembre de 1942  | U-181   | East Indian            | Estats Units     | 8.159   | Enfonsat a 37° 23′ S, 13° 34′ E / 37.383°S,13.567°E                                             |
| 8 de novembre de 1942  | U-181   | Plaudit                | Panamà           | 5.060   | Enfonsat a 36° 00′ S, 26° 32′ E / 36.000°S,26.533°E                                             |
| 10 de novembre de 1942 | U-181   | K.G. Meldahl           | Noruega          | 3.799   | Enfonsat a 34° 59′ S, 29° 45′ E / 34.983°S,29.750°E                                             |
| 13 de novembre de 1942 | U-181   | Excello                | Estats Units     | 4.969   | Enfonsat a 32° 23′ S, 30° 07′ E / 32.383°S,30.117°E                                             |
| 19 de novembre de 1942 | U-181   | Gunda                  | Noruega          | 2.241   | Enfonsat a 25° 40′ S, 35° 53′ E / 25.667°S,35.883°E                                             |
| 20 de novembre de 1942 | U-181   | Corinthiakos           | Grècia           | 3.562   | Enfonsat a 25° 42′ S, 33° 27′ E / 25.700°S,33.450°E                                             |
| 22 de novembre de 1942 | U-181   | Alcoa Pathfinder       | Estats Units     | 6.797   | Enfonsat a 26° 59′ S, 33° 10′ E / 26.983°S,33.167°E                                             |
| 24 de novembre de 1942 | U-181   | Dorington Court        | Regne Unit       | 5.281   | Enfonsat a 27° 00′ S, 34° 45′ E / 27.000°S,34.750°E                                             |
| 24 de novembre de 1942 | U-181   | Mount Helmos           | Grècia           | 6.481   | Enfonsat a 26° 38′ S, 34° 59′ E / 26.633°S,34.983°E                                             |
| 28 de novembre de 1942 | U-181   | Evanthia               | Grècia           | 3.551   | Enfonsat a 25° 13′ S, 34° 00′ E / 25.217°S,34.000°E                                             |
| 30 de novembre de 1942 | U-181   | Cleanthis              | Grècia           | 4.153   | Enfonsat a 24° 29′ S, 35° 44′ E / 24.483°S,35.733°E                                             |
| 2 de desembre de 1942  | U-181   | Amarylis               | Panamà           | 4.328   | Enfonsat a 28° 14′ S, 33° 24′ E / 28.233°S,33.400°E                                             |
| 11 d'abril de 1943     | U-181   | Empire Whimbrel        | Regne Unit       | 5.983   | Enfonsat a 02° 31′ N, 19° 18′ O / 2.517°N,19.300°O                                              |
| 11 de maig de 1943     | U-181   | Tinhow                 | Regne Unit       | 5.232   | Enfonsat a 25° 15′ S, 33° 30′ E / 25.250°S,33.500°E                                             |
| 27 de maig de 1943     | U-181   | Sicilia                | Suècia           | 1.633   | Enfonsat a 24° 31′ S, 35° 12′ E / 24.517°S,35.200°E                                             |
| 7 de juny de 1943      | U-181   | Harrier                | Sud-àfrica       | 193     | Enfonsat a 29° 00′ S, 34° 00′ E / 29.000°S,34.000°E                                             |
| 2 de juliol de 1943    | U-181   | Hoihow                 | Regne Unit       | 2.798   | Enfonsat a 19° 30′ S, 55° 30′ E / 19.500°S,55.500°E                                             |
| 15 de juliol de 1943   | U-181   | Empire Lake            | Regne Unit       | 2.852   | Enfonsat a 21° 27′ S, 51° 47′ E / 21.450°S,51.783°E                                             |
| 16 de juliol de 1943   | U-181   | Port Franklin          | Regne Unit       | 7.135   | Enfonsat a 22° 36′ S, 51° 22′ E / 22.600°S,51.367°E                                             |
| 4 d'agost de 1943      | U-181   | Dalfram                | Regne Unit       | 4.558   | Enfonsat a 20° 53′ S, 56° 43′ E / 20.883°S,56.717°E                                             |
| 7 d'agost de 1943      | U-181   | Umvuma                 | Regne Unit       | 4.419   | Enfonsat a 20° 18′ S, 57° 14′ E / 20.300°S,57.233°E                                             |
| 12 d'agost de 1943     | U-181   | Clan Macarthur         | Regne Unit       | 10.528  | Enfonsat a 23° 00′ S, 53° 11′ E / 23.000°S,53.183°E                                             |

### Promocions
Seekadett- 23 de setembre de 1933
 Fähnrich zur See - 1 de juliol de 1934
 Oberfähnrich zur See – 1 d'abril de 1936
 Leutnant zur See – 1 d'octubre de 1936
 Oberleutnant zur See – 1 de juny de 1938
 Kapitänleutnant – 1 de gener de 1941
 Korvettenkapitän – 1 d'abril de 1943
 Fregattenkapitän - 1 d'agost de 1944
 Kapitän zur See - 1 de setembre de 1944

### Condecoracions
Creu Espanyola en bronze - 6 de juny de 1939)
 Medalla de l'1 d'octubre de 1938 - 16 de setembre de 1939
 Medalla dels 4 anys de Servei
 Creu de Ferro 1939 de 2a Classe - 25 de gener de 1940
 Creu de Ferro 1939 de 1a Classe - 15 de maig de 1940
Insígnia de Guerra dels Submarins amb Diamants - 26 de gener de 1943
 Creu de Cavaller de la Creu de Ferro amb Fulles de Roure, Espases i Diamants
 Creu de Cavaller de la Creu de Ferro – (24 d'octubre de 1940) com Oberleutnant zur See i comandant del U-138
 Fulles de Roure - 13 de novembre de 1942) com Kapitänleutnant i comandant del U-181
 Espases (15 d'abril de 1943) com Kapitänleutnant i comandant del U-181
 Diamants (9 d'agost de 1943) com Korvettenkapitän i comandant del U-181
 Creu de Guerra al Valor Militar (Itàlia) - 1 de novembre de 1941